# Lucía Aldana
Carmen Lucía Aldana Roldán (Cali, 9 de marzo de 1992) es una reina de belleza y modelo colombiana ganadora del certamen señorita Valle del Cauca 2012 y de la 60 ª edición del concurso nacional de belleza de Colombia correspondiente al año 2012. Es la décima vez que una representante vallecaucana gana el señorita Colombia.

## Vida personal
Lucía Aldana es hija de Héctor Aldana Gómez y María Consuelo Roldán, tiene 4 hermanos: Consuelo Aldana, Héctor Aldana, Francia Aldana y Sandra Aldana, siendo Lucía la menor de su familia. Es egresada de la Institución Educativa Técnica Industrial de la Comuna 17 de Cali. Es estudiante de Comunicación Social y Periodismo de la Universidad Autónoma de Occidente en Cali, actualmente culmina sus estudios profesionales en la Universidad Jorge Tadeo Lozano en la ciudad de Bogotá. Contrajo matrimonio con el actor Pedro Pallares en agosto de 2014.

## Señorita Colombia 2012-2013
Lucía Aldana fue coronada Miss Colombia 2012 por Daniella Álvarez (Miss Colombia 2011) en la 78.ª edición del certamen de belleza Miss Colombia, que tuvo lugar en el Centro de Convenciones Julio César Turbay Ayala, en el auditorio Getsemaní, Cartagena de Indias, la noche de elección y coronación se llevó a cabo el 12 de noviembre del 2012. Donde ella desde un comienzo había sido la gran favorita del público por su espectacular belleza y sencillez. Durante la Gala, convenció al jurado gracias a su belleza facial y elegancia, puntos que la llevaron a obtener la corona.

## Miss Universo 2013
Lucía Aldana participó en representación de Colombia para la versión número 62 del concurso Miss Universo que se llevó a cabo el 9 de noviembre de 2013, en el Crocus City Hall, Moscú, Rusia. donde no logró clasificar al grupo de semifinalistas.